# Broek (Anderlecht)
Broek (Frans: Broeck) is een wijk van de Belgische gemeente Anderlecht in het Brussels Hoofdstedelijk Gewest. De wijk ligt in het noordwesten van de gemeente, net ten oosten van de Brusselse Grote Ring.
Het westelijk deel van de wijk wordt ingenomen door het Westland Shopping Center, het oostelijk deel door kantoren, appartement en wat residentiële laagbouw.

## Geschiedenis
De plaats staat op de Ferrariskaart uit de jaren 1770 als het gehucht Brouck, op de weg van Anderlecht naar Itterbeek en Dilbeek. In die tijd was Broek gevestigd ongeveer waar nu de Adolphe Willemynstraat is.
De plaats lag op het riviertje de Broekbeek, die van Itterbeek naar de Zenne stroomde.
De beek werd in het midden van de 20ste eeuw overwelfd.
Tegenwoordig is de plaats opgeslorpt door de Brusselse agglomeratie.
Aa · Biestebroek · Birmingham · Broek · Buffon · Dageraad (Aurore) · Goede Lucht (Bon Air) · Klein Eiland · Kuregem · Meir · Mijlemeers · Moortebeek · Neerpede · Peterbos · Poxcat · Het Rad · Scherdemaal · Scheut · Scheutveld · Veeweide · Vijverswijk · Vlazendaal · Vogelenzang · Waasbroek